# Holoplatys bicoloroides
Holoplatys bicoloroides är en spindelart som beskrevs av Zabka 1991. Holoplatys bicoloroides ingår i släktet Holoplatys och familjen hoppspindlar. Inga underarter finns listade i Catalogue of Life.